# Mohamed Bamba
Mohamed Fakaba Bamba (New York, 12 maggio 1998) è un cestista statunitense con cittadinanza ivoriana, di ruolo centro, professionista in NBA con gli Utah Jazz.
Bamba è nato nel quartiere newyorkese di Harlem, da Lancine Bamba e Aminata Johnson, entrambi originari della Costa d'Avorio. È stato la sesta scelta assoluta del Draft NBA 2018 per gli Orlando Magic.

## Caratteristiche tecniche
Gioca come centro ed è bravo nella metà campo difensiva, oltre a essere dotato di grande atletismo che lo agevola nell'andare a rimbalzo.

## Carriera

### College

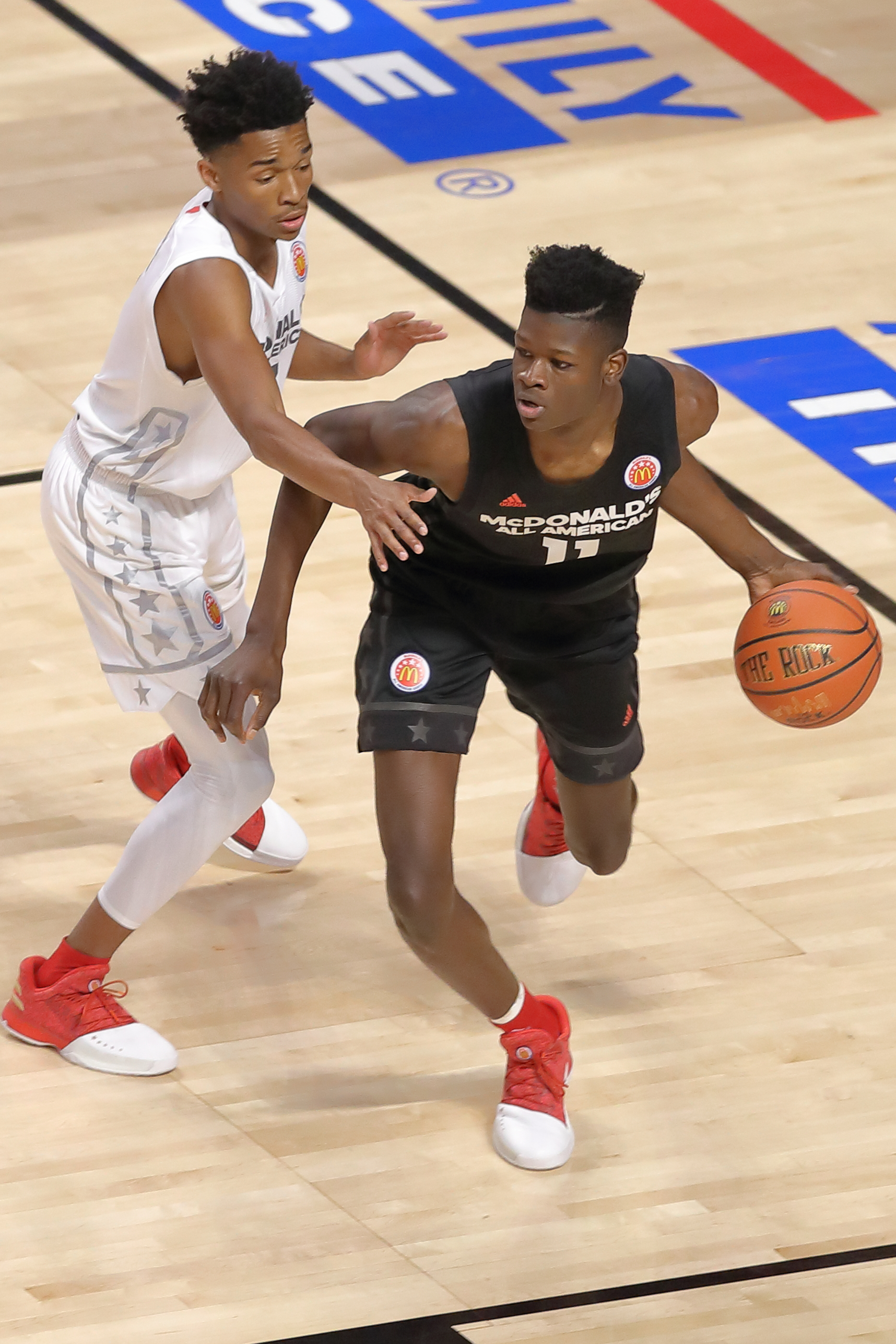
Bamba in azione al McDonald's All-American Game del 2017

Bamba ha fatto il suo debutto ufficiale al college il 10 novembre 2017 contro Northwestern State, registrando 15 punti e 8 rimbalzi nella vittoria ottenuta quella notte. Otto giorni dopo, ha registrato 13 punti, 10 rimbalzi e 5 stoppate in una vittoria esplosiva contro Lipscomb. Il 30 dicembre, Bamba ha messo a referto 22 punti, 15 rimbalzi e 8 stoppate in una sconfitta contro Kansas. Il giorno di Capodanno 2018, Bamba ha realizzato 16 rimbalzi con 10 punti in una vittoria per 74-70 nello scontro con Iowa State. Ha successivamente registrato un massimo in carriera col record 25 punti segnati con 15 rimbalzi nella vittoria per 85-72 contro Ole Miss il 27 gennaio 2018, cinque giorni dopo aver realizzato il suo precedente massimo di 24 punti in una vittoria contro Iowa State. Il 17 febbraio, Bamba ha poi realizzato un nuovo record di 18 rimbalzi in carriera con 10 punti segnati in una vittoria 77-66 su Oklahoma, cinque giorni dopo aver eguagliato il suo precedente massimo in carriera: 16 rimbalzi con 16 punti in una 74 -73 con doppio supplementare a Baylor. Alla fine della stagione regolare con i Texas Longhorns, Bamba è stato nominato membro del Team All-Newcomer e del Team All-Defensive di Big 12, oltre ad essere stato nominato membro dell'All-Big 12 Second Team.
Dopo l'eliminazione di Texas nel Torneo di basket maschile NCAA 2018 in Nevada, Bamba ha annunciato la sua intenzione di rinunciare alle sue ultime tre stagioni da collegiale e dichiararsi eleggibile per il Draft NBA del 2018, dove avrebbe dovuto essere una tra le prime scelte della lotteria.

### NBA (2018-)

#### Orlando Magic
Al Draft NBA 2018, Bamba misura un'altezza di 7 piedi 1 in (2,16 m) e ha misurato un'apertura delle braccia di 7 ft 10 in (2,39 m), superando il record precedentemente detenuto dall'attuale centro dei Minnesota Timberwolves Rudy Gobert. Durante un allenamento privato, Bamba ha corso più veloce della maggior parte dei giocatori NBA, incluso MVP Russell Westbrook, dal momento che aveva uno sprint di 3/4 di campo in 3.04 s. Bamba ha rifiutato di allenarsi con i Memphis Grizzlies prima del draft e ha detto loro di non draftarlo.
Il 21 giugno 2018, Bamba è stato selezionato con la sesta scelta assoluta da parte degli Orlando Magic nel draft NBA del 2018. Il 3 luglio 2018, Bamba ha ufficialmente firmato un contratto da rookie con i Magic. Bamba ha giocato nella sua prima partita NBA durante il preseason il 1 ottobre 2018, registrando 12 punti e 3 rimbalzi. Ha fatto il suo debutto professionale il 17 ottobre 2018, con un bottino 13 punti, 7 rimbalzi e 2 stoppate entrando dalla panchina in una vittoria 104-101 contro i Miami Heat.

#### Los Angeles Lakers
Durante la Trade Deadline del 2023 passa ai Los Angeles Lakers tramite un two-way contract che porta Patrick Beverley a vestire la casacca dei Chicago Bulls.

## Vita privata
Durante i suoi anni crescendo ad Harlem, era amico del rapper Sheck Wes. La loro relazione ha successivamente influenzato la canzone di successo di Sheck Wes "Mo Bamba".

## Statistiche

### NCAA
| Anno      | Squadra         | PG | PT | MP   | TC%  | 3P%  | TL%  | RP   | AP  | PRP | SP  | PP   |
| --------- | --------------- | -- | -- | ---- | ---- | ---- | ---- | ---- | --- | --- | --- | ---- |
| 2017-2018 | Texas Longhorns | 30 | 29 | 30,2 | 54,1 | 27,5 | 68,1 | 10,5 | 0,5 | 0,8 | 3,6 | 12,9 |
| Carriera  | Carriera        | 30 | 29 | 30,2 | 54,1 | 27,5 | 68,1 | 10,5 | 0,5 | 0,8 | 3,6 | 12,9 |

#### Massimi in carriera
- Massimo di punti: 25 vs Mississippi (27 gennaio 2018)[13]
- Massimo di rimbalzi: 18 vs Oklahoma (17 febbraio 2018)
- Massimo di assist: 2 (2 volte)
- Massimo di palle rubate: 2 (6 volte)
- Massimo di stoppate: 8 vs Kansas (29 dicembre 2017)
- Massimo di minuti giocati: 45 vs Baylor (12 febbraio 2018)

### NBA

#### Regular Season
| Anno      | Squadra            | PG  | PT  | MP   | TC%  | 3P%  | TL%  | RP  | AP  | PRP | SP  | PP   |
| --------- | ------------------ | --- | --- | ---- | ---- | ---- | ---- | --- | --- | --- | --- | ---- |
| 2018-2019 | Orlando Magic      | 47  | 1   | 16,3 | 48,1 | 30,0 | 58,7 | 5,0 | 0,8 | 0,3 | 1,4 | 6,2  |
| 2019-2020 | Orlando Magic      | 62  | 0   | 14,2 | 46,2 | 34,6 | 67,4 | 4,9 | 0,7 | 0,4 | 1,4 | 5,4  |
| 2020-2021 | Orlando Magic      | 46  | 5   | 15,8 | 47,2 | 32,2 | 68,2 | 5,8 | 0,8 | 0,3 | 1,3 | 8,0  |
| 2021-2022 | Orlando Magic      | 71  | 69  | 25,7 | 48,0 | 38,1 | 78,1 | 8,1 | 1,2 | 0,5 | 1,7 | 10,6 |
| 2022-2023 | Orlando Magic      | 40  | 6   | 17,0 | 49,5 | 39,8 | 68,6 | 4,6 | 1,1 | 0,3 | 1,0 | 7,3  |
| 2022-2023 | L.A. Lakers        | 9   | 1   | 9,8  | 40,7 | 31,3 | 54,5 | 4,6 | 0,4 | 0,1 | 0,6 | 3,7  |
| 2023-2024 | Philadelphia 76ers | 57  | 17  | 13,0 | 49,0 | 39,1 | 68,0 | 4,2 | 0,7 | 0,4 | 1,1 | 4,4  |
| 2024-2025 | L.A. Clippers      | 28  | 2   | 12,6 | 46,6 | 30,0 | 68,0 | 4,3 | 0,6 | 0,3 | 1,0 | 4,6  |
| Carriera  | Carriera           | 360 | 101 | 16,8 | 47,7 | 35,7 | 68,1 | 5,4 | 0,8 | 0,4 | 1,3 | 6,8  |

#### Playoffs
| Anno     | Squadra     | PG | PT | MP  | TC% | 3P% | TL% | RP  | AP  | PRP | SP  | PP  |
| -------- | ----------- | -- | -- | --- | --- | --- | --- | --- | --- | --- | --- | --- |
| 2023     | L.A. Lakers | 3  | 0  | 3,3 | 0,0 | 0,0 | -   | 1,0 | 0,3 | 0,0 | 0,3 | 0,0 |
| Carriera | Carriera    | 3  | 0  | 3,3 | 0,0 | 0,0 | -   | 1,0 | 0,3 | 0,0 | 0,3 | 0,0 |

#### Massimi in carriera
- Massimo di punti: 32 vs Philadelphia 76ers (19 gennaio 2022)[14]
- Massimo di rimbalzi: 18 (2 volte)
- Massimo di assist: 6 vs Toronto Raptors (1º aprile 2022)
- Massimo di palle rubate: 3 (2 volte)
- Massimo di stoppate: 6 (2 volte)
- Massimo di minuti giocati: 39 vs Toronto Raptors (29 ottobre 2021)

## Palmarès
- McDonald's All-American Game (2017)